# 1.er Festival de la Canción Infantil de Radio Variedades - Canta Chespirito y su Compañía
1.er Festival de la Canción Infantil de Radio Variedades, también conocido como Canta Chespirito y su Compañía, es el tercer álbum de estudio del comediante mexicano Chespirito, lanzado en 1979 por Philips Records en México. A raíz del éxito que protagonizaban las series El Chavo del Ocho y El Chapulín Colorado, todas las canciones fueron compuestas por el mismo comediante y fueron interpretadas por el elenco de actores.

## Lista de canciones
Todas las canciones escritas y compuestas por Chespirito. 
| Canciones |                                 |          |  |
| N.º       | Título                          | Duración |  |
| 1.        | «La marcha de los Santos Reyes» | 1:56     |  |
| 2.        | «9 Mayos»                       | 1:58     |  |
| 3.        | «Paco el bueno»                 | 2:36     |  |
| 4.        | «Y lo amo»                      | 2:20     |  |
| 5.        | «De color de rosa»              | 2:29     |  |
| 6.        | «Mi papi es un papi muy padre»  | 2:00     |  |
| 7.        | «La princesa Palomita»          | 3:10     |  |
| 8.        | «El burro de Matías»            | 2:06     |  |
| 9.        | «Escucha a un niño decir»       | 3:43     |  |
| 10.       | «Anhelo»                        | 2:27     |  |
| 24:49     |                                 |          |  |

- Datos: Q18682964